# Айленд (Кентуккі)
Айленд (англ. Island) — місто (англ. city) в США, в окрузі Маклейн штату Кентуккі. Населення — 429 осіб (2020).

## Географія
Айленд розташований за координатами 37°26′35″ пн. ш. 87°8′51″ зх. д. / 37.44306° пн. ш. 87.14750° зх. д. (37.442970, -87.147627).  За даними Бюро перепису населення США в 2010 році місто мало площу 0,87 км², з яких 0,87 км² — суходіл та 0,00 км² — водойми.

## Демографія
Згідно з переписом 2010 року, у місті мешкало 458 осіб у 183 домогосподарствах у складі 132 родин. Густота населення становила 524 особи/км².  Було 204 помешкання (234/км²).
Расовий склад населення:
| - 95,6 % — білих - 1,7 % — чорних або афроамериканців - 0,9 % — корінних американців |

До двох чи більше рас належало 0,9 %. Частка іспаномовних становила 1,5 % від усіх жителів.
За віковим діапазоном населення розподілялося таким чином: 24,0 % — особи молодші 18 років, 62,0 % — особи у віці 18—64 років, 14,0 % — особи у віці 65 років та старші. Медіана віку мешканця становила 38,5 року. На 100 осіб жіночої статі у місті припадало 98,3 чоловіків;  на 100 жінок у віці від 18 років та старших — 94,4 чоловіків також старших 18 років.
Середній дохід на одне домашнє господарство  становив 45 209 доларів США (медіана — 35 938), а середній дохід на одну сім'ю — 52 708 доларів (медіана — 43 929). За межею бідності перебувало 17,1 % осіб, у тому числі 30,0 % дітей у віці до 18 років та 25,7 % осіб у віці 65 років та старших.
Цивільне працевлаштоване населення становило 169 осіб. Основні галузі зайнятості: освіта, охорона здоров'я та соціальна допомога — 20,1 %, роздрібна торгівля — 16,0 %, виробництво — 16,0 %.